# Curruca
Genre
Curruca est un genre de passereaux de la famille des Sylviidae. Il comprend actuellement 27 espèces. Ces espèces appartenaient initialement au genre Sylvia, avant qu'une étude ne propose la séparation des deux genres en 2011.

## Taxonomie
Le genre Curruca a été proposé pour la première fois par Johann Matthäus Bechstein en 1802. L'espèce-type est la fauvette babillarde (Curruca curruca). Le nom curruca désigne initialement un petit oiseau non identifié dans l'œuvre du poète romain Juvénal. 
La séparation avec le genre Sylvia a été entérinée pour la première fois dans Howard and Moore en 2014, et a depuis été acceptée par plusieurs autres références ornithologiques,,.

## Liste des espèces
D'après la classification de référence (version 14.1, 2024) du Congrès ornithologique international :
- Curruca nisoria – Fauvette épervière
- Curruca layardi – Parisome de Layard
- Curruca boehmi – Parisome sanglée
- Curruca subalpina – Fauvette de Moltoni
- Curruca curruca – Fauvette babillarde
- Curruca lugens – Parisome brune
- Curruca buryi – Parisome du Yémen
- Curruca leucomelaena – Fauvette d'Arabie
- Curruca hortensis – Fauvette orphée
- Curruca crassirostris – Fauvette orphéane
- Curruca deserti – Fauvette du désert
- Curruca nana – Fauvette naine
- Curruca deserticola – Fauvette de l'Atlas
- Curruca mystacea – Fauvette de Ménétries
- Curruca ruppeli – Fauvette de Rüppell
- Curruca melanothorax – Fauvette de Chypre
- Curruca melanocephala – Fauvette mélanocéphale
- Curruca iberiae – Fauvette passerinette
- Curruca subcoerulea – Parisome grignette
- Curruca cantillans – Fauvette des Balkans
- Curruca communis – Fauvette grisette
- Curruca conspicillata – Fauvette à lunettes
- Curruca sarda – Fauvette sarde
- Curruca undata – Fauvette pitchou
- Curruca balearica – Fauvette des Baléares